# Борисов, Георгий Павлович
Георгий Павлович Борисов (03.05.1930-11.04.2018) — советский и украинский учёный в области металлов и сплавов, член-корреспондент НАНУ (14.04.1995).
Родился 03.05.1930 в Тирасполе.
После окончания Киевского политехнического института (1958) работал в Физико-технологичном институте металлов и сплавов АН УССР (НАНУ): инженер, научный сотрудник, в 1966—1996 гг. зав. отделом, с 1996 г. главный научный сотрудник отдела механики редких и твёрдых металлов и сплавов.
Доктор технических наук (1984), профессор (1985), член-корреспондент НАНУ (1995).
Заслуженный деятель науки и техники Украины (1999).
Сочинения:
- Давление в управлении литейными процессами / Г. П. Борисов; АН УССР, Ин-т пробл. литья. — Киев : Наук. думка, 1988. — 271,[1] с. : ил.; 22 см; ISBN 5-12-009381-7
- Основы реологии модельных материалов для литья по выплавляемым моделям [Текст] / А. С. Лакеев, Г. П. Борисов ; АН УССР. Ин-т проблем литья. — Киев : Наукова думка, 1971. — 132 с. : ил.; 21 см.
- Исследование свойств формовочных смесей, содержащих жидкое стекло и глину : диссертация … кандидата технических наук : 05.00.00. — Киев, 1964. — 172 с. : ил.
- Влияние технологических параметров литья под низким давлением на направленность затвердевания протяженных отливок [Текст]. — Киев : [б. и.], 1976. — 11 с. : ил.; 20 см. — (Ин-т проблем литья АН УССР. Препринт).
- Роль регулируемого давления в процессе формирования отливок [Текст] / Г. П. Борисов, Ф. М. Котлярский. — Киев : О-во «Знание» УССР, 1981. — 26 с.; 19 см. — (Библиотечка «Новая технология в металлургическом производстве» / О-во «Знание» УССР).
- Перспективы развития литья под регулируемым давлением [Текст] / Г. П. Борисов, В. К. Шнитко, Д. М. Беленький. — Киев : О-во «Знание» УССР, 1979 (вып. дан. 1980). — 21 с.; 20 см. — (Металлургия/ О-во «Знание» УССР).